# Альбітуй
Альбіту́й (рос. Альбитуй) — село у складі Красночикойського району Забайкальського краю, Росія. Адміністративний центр Альбітуйського сільського поселення.

## Населення
Населення — 350 осіб (2010; 386 у 2002).
Національний склад (станом на 2002 рік):
- росіяни — 100 %